# Homosexualität in Turkmenistan

Geografische Lage von Turkmenistan

Homosexuelle Handlungen unter Männern sind in Turkmenistan strafbar und können nach § 135 des turkmenischen Strafgesetzbuches aus dem Jahr 1997 mit bis zu zwei Jahren Haft geahndet werden. Entsprechend existiert keine öffentliche homosexuelle Szene im Land. Der Umgang mit homosexuellen Handlungen unter Frauen wird im Gesetz nicht erwähnt. Gesellschaftlich gilt Homosexualität als geächtet. Aufgrund der Verfolgung existieren Flüchtlingsbewegungen in das benachbarte Kirgistan, in dem Homosexualität keine Straftat darstellt. Allerdings wird die gesellschaftliche Situation dort ebenfalls als sehr schwierig beschrieben und es kommt zu Misshandlungen von Homosexuellen durch die Polizei.
Laut der Menschenrechtsorganisation Human Rights Watch wurde von Erpressungen homosexueller Männer seitens der Polizei berichtet.

## Internationale Reaktionen
Forderungen nach einer Entkriminalisierung erhoben beispielsweise die deutschen Abgeordneten Holger Haibach (CDU), Angelika Graf (SPD) und Volker Beck (Bündnis 90/Die Grünen) auf einer Delegationsreise des Menschenrechtsausschusses im April 2007. Der turkmenische Außenminister Raşit Meredow schloss eine Entkriminalisierung jedoch aus und erwiderte, dass Homosexualität der turkmenischen Kultur widerspreche.
Ebenfalls im Jahr 2007 erhielt eine homosexuelle Frau aus Turkmenistan Asyl in den USA.